# Arceburgo
Arceburgo es un municipio brasileño del estado de Minas Gerais. Su población era de 9.500 habitantes, estimada para 2005. El municipio tiene un área de 163,0 km² y la densidad demográfica es de 51,74 hab/km².
Arceburgo era la única ciudad del Brasil con más de 9 mil habitantes que no posee registros de nacimientos en la maternidad local desde el año 2000.

## Iglesia Católica
El municipio pertenece a la Diócesis de Guaxupé. La única parroquia es la Iglesia principal de São João Batista. 